# Placa de Timor

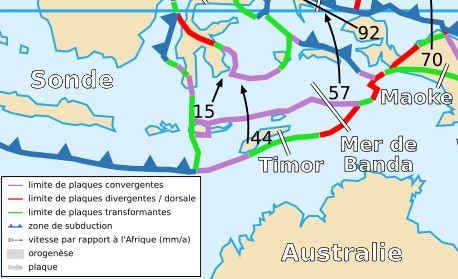
Mapa de la placa de Timor y placas vecinas (en francés)

La placa de Timor es una placa tectónica en el oeste de Oceanía. Incorpara la isla de Timor e islas vecinas. En su límite sur es subducida por la placa de Australia y en el suroriente hay un pequeño borde divergente. Hacia el norte es delimitada por un límite convergente con la placa del Mar de Banda, y hacia el oeste hay una falla transformante.